# 후쿠다 다케오 내각 (개조)
후쿠다 다케오 개조내각(일본어: 福田赳夫改造内閣)은  후쿠다 다케오가 제67대 내각총리대신으로 임명되어, 1977년 11월 28일부터 1978년 12월 7일까지 존재한 일본의 내각이다.
후쿠다 다케오 내각의 개조내각이다.

## 개요
1977년에 일어난 일본 적군에 의한 일본항공 472편 납치 사건으로 후쿠다 하지메가 법무대신에서 물러난 것을 계기로 제82회 임시 국회 종료 후 민심을 일신한다는 의미도 있어서 내각을 개조한 것이다.
여당인 자유민주당의 총재 개선을 앞둔 후쿠다 총리는 총재 재선에의 흐름을 만들기 위해서 중의원을 해산하고 민의를 묻고자 검토했지만 후쿠다 정권의 장기화를 막으려는 다나카파의 방위청 장관 가네마루 신이 “대의명분이 없는 해산에는 반대한다. 해산이 각의에서 논의하게 되면 서명을 거부한다”라고 공언했다. 후쿠다는 가네마루에게 주의를 줬지만 결국 해산하지 못한 채로 총재 선거에 임했고 결국 선거에서 패해 내각도 퇴진하는 불명예를 안았다. 일본국 헌법하에서 여당 당수선거에서의 패배에 의해 퇴진한 내각은 이 내각이 유일하다.
후쿠다 다케오 개조내각 시대의 주요 사건은 다음과 같다.
1. 신도쿄 국제공항(현재의 나리타 국제공항)의 개항(1978년 5월 20일)
2. 중일평화우호조약 조인(1978년 8월 12일)

## 각료
- 내각총리대신 - 후쿠다 다케오
- 법무대신 - 세토야마 미쓰오
- 외무대신 - 소노다 스나오
- 대장대신 - 무라야마 다쓰오
- 문부대신 - 스나다 시게타미
- 후생대신 - 오자와 다쓰오
- 농림대신(1978년 7월 5일에 농림수산대신으로 개칭) - 나카가와 이치로
- 통상산업대신 - 고모토 도시오
- 운수대신 - 후쿠나가 겐지
- 우정대신 - 핫토리 야스시
- 노동대신 - 후지이 가쓰시
- 건설대신, 국토청 장관 - 사쿠라우치 요시오
- 자치대신, 국가공안위원회 위원장, 홋카이도 개발청 장관 - 가토 다케노리
- 내각관방장관 - 아베 신타로
- 총리부 총무장관, 오키나와 개발청 장관 - 이나무라 사콘시로
- 행정관리청 장관 - 아라후네 세이주로
- 방위청 장관 - 가네마루 신
- 경제기획청 장관 - 미야자와 기이치
- 과학기술청 장관 - 구마가이 다사부로
- 환경청 장관 - 야마다 히사나리
- 국무대신 - 우시바 노부히코
  - 내각법제국 장관 - 사나다 히데오
  - 내각관방부장관(정무) - 모리 요시로
  - 내각관방부장관(사무) - 도쇼 구니히코
  - 총리부 총무부장관(정무) - 오치 미치오
  - 총리부 총무부장관(사무) - 아키야마 스스무( ~ 1978년 4월 7일) / 아키토미 기미마사(1978년 4월 7일 ~ )

## 정무 차관
전임 내각의 정무 차관이 1977년 11월 30일부로 퇴임했고 같은 날에 신임 정무 차관을 임명했다. 단, 법무 정무 차관인 아오키 마사히사는 전임 내각으로부터 유임됐다.
- 법무 정무 차관 - 아오키 마사히사(유임)
- 외무 정무 차관 - 아이노 고이치로
- 대장 정무 차관 - 이나무라 도시유키·이노우에 기치오
- 문부 정무 차관 - 곤도 데쓰오
- 후생 정무 차관 - 도이다 사부로
- 농림 정무 차관 - 이마이 이사무·하쓰무라 다키이치로( ~ 1978년 7월 5일)
- 농림 수산 정무 차관 - 이마이 이사무·하쓰무라 다키이치로(1978년 7월 5일 ~ )
- 통상 산업 정무 차관 - 노나카 에이지·히라이 다쿠시
- 운수 정무 차관 - 미쓰즈카 히로시
- 우정 정무 차관 - 미야자키 모이치
- 노동 정무 차관 - 무카이야마 가즈토
- 건설 정무 차관 – 쓰카다 도루
- 자치 정무 차관 - 소메야 마코토
- 행정 관리 정무 차관 - 후지카와 잇슈
- 홋카이도 개발 정무 차관 - 아베 후미오
- 방위 정무 차관 - 다케나카 슈이치
- 경제 기획 정무 차관 - 마에다 지이치로
- 과학 기술 정무 차관 - 가미조 가쓰히사
- 환경 정무 차관 – 오타카 요시코
- 오키나와 개발 정무 차관 - 사토 신지
- 국토 정무 차관 - 니와 규쇼

## 참고 문헌
- 하타 이쿠히코 편 《일본 관료제 종합 사전 : 1868 ~ 2000》(도쿄 대학 출판회, 2001년)